# Schlacht von Welikije Luki

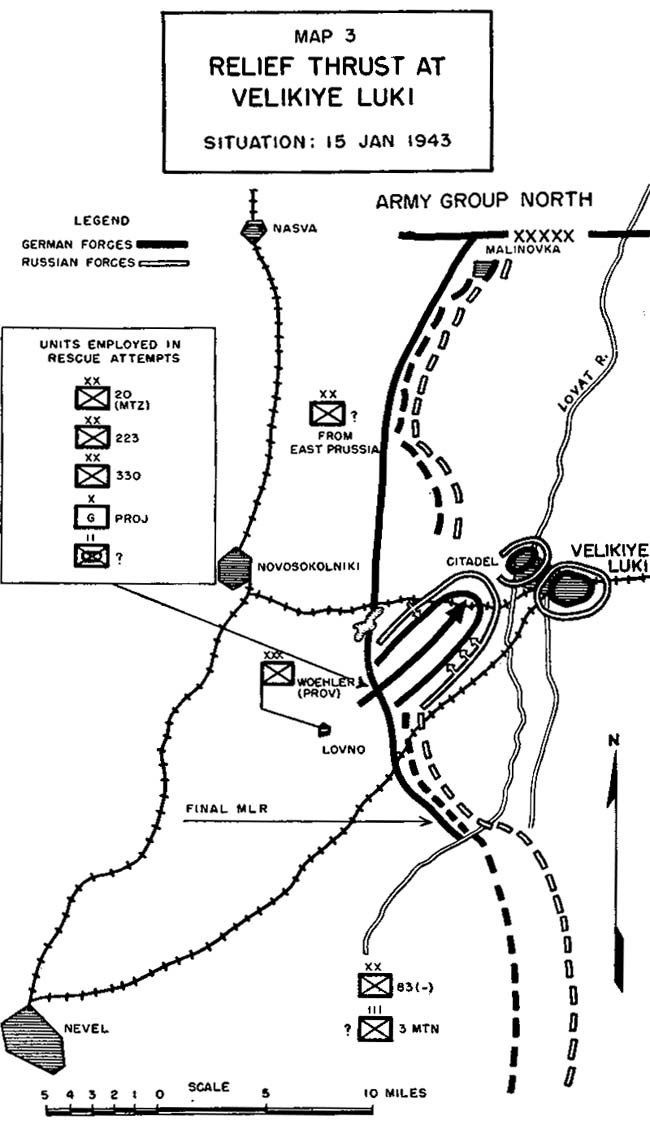
Deutscher Entsatzversuch

Die Schlacht von Welikije Luki (russisch Великолукская операция) war eine Angriffsoperation der Roten Armee, die vom 24. November 1942 bis zum 20. Januar 1943 dauerte. Bodo Scheurig, der Biograph Henning von Tresckows, bezeichnete sie „ein Stalingrad im Kleinen“, das „ebenfalls infolge höchsten Starrsinns“ geopfert wurde.

## Vorgeschichte
Der linke Flügel der Kalininer Front unter Maxim Purkajew hatte Befehl, die Operation Mars (Angriff auf den Rschewer Frontbogen) durch den Angriff
der 3. Stoßarmee unter General Galizki zu unterstützen. Die 3. Stoßarmee sollte die Front der „Gruppe von der Chevallerie“ (LIX. Armeekorps) zwischen Tschernosjom und Schirpina durchbrechen und zunächst die Linie zwischen dem Maly Iwan-See über Nowosokolniki und Snamenskoje-See erreichen. Als Verstärkung war am 13. November das 2. mechanisierte Korps eingetroffen, es bestand neben 13.620 Soldaten aus 215 Panzern, darunter 112 vom Typ T-34.

## Verlauf

### Sowjetische Offensive
Am 24. November 1942 griffen die Vorauseinheiten (9., 46. und 357. Schützen- sowie 21. Garde-Division) und am folgenden Tag die Hauptstreitmacht von General Galizki an. Seit Anfang November waren die 3. Gebirgs-Division (General Kreysing) und die ostpreußische 291. Infanterie-Division (Generalmajor Goeritz) zur Sicherung der Bahnlinie zwischen Newel und Welikije Luki in den Raum Nowosokolniki verlegt worden. Nach erbitterten Kämpfen in der Gegend mit zahlreichen Wäldern und Sümpfen wurden die deutschen Verteidigungslinien durchbrochen, die deutsche 83. Infanterie-Division (Generalleutnant Scherer) zerschlagen und Welikije Luki mit ca. 7.500 Angehörigen der Wehrmacht durch das estnische 8. Schützenkorps (General Pärn) eingeschlossen. Nördlich Tschernosjom gelang es dem Gebirgsjäger-Regiment 138 (Oberst Klatt) zusammen mit dem Grenadier-Regiment 257 (Oberst Meyer) den Durchbruch des sowjetischen 2. mechanischen Korps (General Kortschagin) einzudämmen und bis zum 26. November gegenüber dem 5. Garde-Schützenkorps (General Beloborodow) an der Dörferlinie Jeschewitzy – Meschutkinio – Waraksino eine Sperrfront aufzubauen.
Unter den in Welikije Luki eingeschlossenen Verbänden (welche der Heeresgruppe Nord unterstanden) befanden sich das Grenadierregiment 277, das Werfer-Regiment 3, die Heeres-Flak-Abteilung 286, die II./Artillerieregiment 70, das Artillerieregiment 183 und die Heeres-Artillerie-Abteilung 736 sowie verschiedene rückwärtige Dienste. Die Führung dieser eingeschlossenen Einheiten wurde Oberstleutnant von Saß, dem Kommandeur des Grenadierregiments 277, übertragen.
Bis zum 10. Dezember erweiterten die sowjetischen Truppen ihren Einbruchsraum auf 25 bis 30 Kilometer Tiefe und erreichten an zwei Stellen die Eisenbahnlinie, welche die deutschen Heeresgruppen Mitte und Nord verband. Das OKW verlegte zusätzliche Verbände und versuchte, die deutschen Truppen in der Stadt zu entsetzen. Die sowjetische 381. Schützendivision drang nördlich der durch die 3. Gebirgsdivision zur Festung ausgebauten Stadt Nowosokolniki weiter über die Bahnlinie auf Gorki und Dno vor, gleichzeitig erreichte eine Panzerbrigade im Südwesten der Festung die Orte Schubino und Koslowa.

### Vergebliche deutsche Entsatzversuche
Mehrere Entsatzversuche der 8. Panzer-Division unter General Brandenberger, der Gruppe Klatt und der 291. Infanterie-Division scheiterten. Ende Dezember musste die deutsche Besatzung den Westteil der Stadt aufgeben und sich auf die Zitadelle von Welikije Luki zurückziehen. Ein letzter am 4. Januar durch die 8. Panzer-Division begonnener dritter Entsatzversuch (Unternehmen Totila) durch die 331. Infanterie-Division (Oberst Beyer), Kampfgruppe Tribukait und Teile der 205. Infanterie-Division kamen noch nahe an Welikije Luki heran, blieb aber ebenso erfolglos. Am 14. Januar wurde viel zu spät auch die 12. Panzer-Division vom Lutschessa Tal bei Belyi zum Entsatz herangeholt.
Am 17. Januar 1943 wurde die deutsche Besatzung unter Oberstleutnant von Saß schließlich überwältigt und musste kapitulieren. Die sowjetischen Truppen nahmen 3.944 Gefangene (darunter 54 Offiziere), erbeuteten 113 Geschütze, 97 Mörser, 20 Panzer und Sturmgeschütze. Die Rote Armee verlor 104.000 Mann (23.000 davon Tote und Vermisste).

## Vorwurf von Kriegsverbrechen
Im Jahre 1946 wurden 8 Angehörige des Infanterie-Regiments 277, darunter die beiden Regimentskommandeure Fritz-Georg von Rappard und Eduard Freiherr von Saß, in Welikije Luki nach Verurteilung durch ein Militärgericht der Roten Armee gehängt. Der Vorwurf lautete auf Kriegsverbrechen und Verbrechen gegen die Bevölkerung in Welikije Luki und bei der Anti-Partisanen-Operation „Greif“ im Raum von Witebsk.

## Brettspiel über die Schlacht
Seit 1979 gibt es das US-Brettspiel White Death – Velikiye Luki, Stalingrad of the north über die Schlacht.